# Ultimate Pro Wrestling
La Ultimate Pro Wrestling era una federazione di wrestling statunitense di proprietà di Rick Bassman, che operò dal 1998 al 2007. È stata utilizzata spesso come palestra di allenamento dalla WWE.
La sua scuola di wrestling, la Ultimate University, ha raggiunto una discreta fama per aver sfornato circa trenta lottatori in seguito messi sotto contratto dalla WWE, tra cui John Cena, Chris Mordetzky (Chris Masters), Lisa Marie Varon (Victoria), Jon Heidenreich, Mike Mizanin, Melina Pérez, Jimmy Reiher jr. (Deuce). Ha inoltre contribuito alla formazioni di diversi wrestler della giapponese Pro Wrestling ZERO1 e di alcune superstar del circuito indipendente come Christopher Daniels e Samoa Joe.
Dal suo debutto nel 1998, la UPW ha realizzato diversi show nel sud della California e nel Nevada, ottenendo anche un contratto televisivo nella zona di Santa Ana nel 1999.
Verso la fine di giugno 2006 la UPW ha annunciato di essere tornata a ricoprire il ruolo di talent scout per la WWE. Nel 2007 la federazione chiuse i battenti.

## Titoli
- UPW Heavyweight Championship
- UPW Lightweight Championship
- UPW Tag Team Championship
- UPW Southern California/Shoot Championship
- UPW No Holds Barred Championship
- NWA/UPW/Zero1 International Junior Heavyweight Championship

## UPW Internet Championship
| Campione        | # | Data            | Luogo                  | Note                       |
| --------------- | - | --------------- | ---------------------- | -------------------------- |
| Navajo Warrior  | 1 | 8 novembre 2000 | Santa Ana (California) | Vincendo una Battle royal. |
| The Blue Meanie | 1 | 14 marzo 2001   | Santa Ana (California) |                            |

## UPW Women's Championship
| Campionessa  | # | Data           | Luogo       | Note                                |
| ------------ | - | -------------- | ----------- | ----------------------------------- |
| Erica Porter | 1 | 25 aprile 2003 | Anaheim, CA | Batté Savvy diventando campionessa. |